# زیرآبروک آمریکایی
زیرآبروک آمریکایی (نام علمی: Cinclus mexicanus) نام یک گونه از سرده زیرآبروک است.